# Akitoye
Akitoye (décédé le 2 septembre 1853), parfois appelé à tort Akintoye, régna deux fois en tant du'oba de Lagos ; une première fois, de 1841 à 1845, et une seconde fois, de 1851 à 1853. Son père est oba Ologun Kutere et ses frères et sœurs sont Obas Osinlokun et Adele.

## Ascendance
Oba Oluwole est tué en 1841 lorsque la foudre s'abat sur le palais oba et provoque une explosion. Les "faiseurs de roi" auraient invité le prince Kosoko à devenir oba mais on ne savait pas où il se trouvait. De plus, une querelle entre Eletu Odibo et Kosoko empêche Eletu de s'assurer que Kosoko soit roi. Par conséquent, Akitoye (l'oncle de Kosoko et frère cadet d'Osinlokun) est installé comme oba de Lagos,. Efunroye Tinubu, une puissante marchande d'esclave qui est auparavant mariée à Adele, soutient Akitoye, l'installation de son beau-frère comme oba plutôt que celle de Kosoko,.

## Éviction d'Akitoye
Dans une tentative de réconciliation avec son neveu Kosoco, contre l'avis des chefs dont Eletu Odibo, il le rappelle à Lagos. Ce dernier revient à bord du négrier Jose Domingo Martinez. Akitoye tente de calmer Kosoco avec des cadeaux et lui accorde le titre d'Oloja d'Ereko ou propriétaire d'Ereko. Kosoko consolide sa position et obtient le soutien des chefs de la communauté musulmane. Face à cela, Eletu Odibo fuit Lagos pour Badagry. Lorsqu'Akitoye le rappelle à la cour, Kosoko prétexte que si cela se produit, il se ferait roi de force.[réf. nécessaire]
Une guerre des mots s'ensuivit entre oba Akitoye et le prince Kosoko. Un crieur du prince chante : "Dites à ce petit enfant à la cour là-bas de faire attention, car s'il ne fait pas attention, il sera puni". Akitoye, à son tour, demande à son crier de chanter : "Je suis comme une épingle fermement enfoncée dans le sol, qui est toujours difficile à extirper mais qui reste toujours ferme". Ce à quoi Kosoko rétorque : "Je suis le creuseur qui déniche toujours une épingle".
Ces tensions conduisent en juillet 1845 à un soulèvement des factions de Kosoko nommé Ogun Olomiro (guerre de l'eau salée). Après un siège du palais de l'Oba de trois semaines, Akitoye accepte sa défaite. Il s'échappe par le lagon au nord et est conduit par le capitaine de guerre de Kosoko, Oshodi Tapa. Ce dernier se justifie en prétendant qu'Akitoye avait mis ses ennemis en transe. L'Oba déchu parvient à Abeokuta et y demande asile. Reconnaissant la fuite d'Akitoye comme une menace, Kosoko demande la tête d'Akitoye aux Egbas qui refusent. En décembre 1845, les Egbas fournissent à Akitoye  une escorte vers Badagry, la ville traditionnelle de refuge pour les Lagosiens où il rallie ses partisans et construit un partenariat avec des missionnaires européens et avec les Britanniques par l'intermédiaire de leur consul John Beecroft.
La plupart des alliés d'Akitoye fuient à Bagadry lors de l'accession de Kosoko au trône de Lagos.

## Alliance britannique
Après avoir monté une offensive ratée depuis Badagry pour reprendre Lagos, Akitoye se tourne vers les Britanniques, en particulier vers le gouverneur de Cape Coast demandant une intervention en son nom en échange de se conformer à la réglementation britannique sur le commerce (y compris l'abolition de l'esclavage).
Mon humble prière (...) est que vous preniez Lagos sous votre protection, que vous y plantiez le drapeau anglais et que vous me rétablissiez sur mon trône légitime à Lagos et me protégiez sous mon drapeau; et avec votre aide, je promets de conclure un traité (...) d'abolir la traite des esclaves (...) et d'établir et de poursuivre un commerce légal, en particulier avec les marchands anglais. 

## Intervention britannique
Les intérêts convergent en faveur d'Akitoye lorsqu'il adopte une position anti-esclavagiste. Les missionnaires anglicans de Badagry et les commerçants européens veulent une plus libre des marchandises afin d'intensifier l'influence britannique à Lagos. La position anti-esclavagiste d'Akitoye semble née de son intérêt personnel compte tenu de sa relation avec le marchand d'esclaves bien connu Domingo Martinez qui soutient l'attaque infructueuse d'Akitoye contre Lagos en 1846.
Le 26 décembre 1851, dans ce qui est maintenant connu sous le nom de bombardement de Lagos, le HMS Bloodhound, le HMS Teazer et une flottille de bateaux lancent une attaque contre le palais de l'Oba. Kosoko se rend le 28 décembre 1851. La bataille connue localement sous le nom d'Ogun Ahoyaya ou Ogun Agidingbi (après avoir fait bouillir des canons) est terminée. Kosoko et ses partisans fuient vers Ijebu avec Kosoko et ses partisans fuyant vers Ijebu et Akitoye est réinstallé en tant qu'Oba de Lagos.[réf. nécessaire]
Le 1er janvier 1852, Akitoye signe le traité entre la Grande-Bretagne et Lagos abolissant la traite des esclaves.

## Postérité
Akitoye meurt le 2 septembre 1853  et est remplacé par son fils, oba Dosunmu. Ce dernier pense qu'Akitoye est empoisonné par les chefs fidèles de Kosoko : Oshodi Tapa, Ajenia et Ipossu. Jean Herskovits évoque la possibilité qu'Akitoye ait commis un suicide rituel, correspondant au modèle traditionnel des dirigeants qui se suicident après avoir échoué à répondre aux attentes ; Akitoye a peut-être réalisé que son marché avec les Britanniques réduisait considérablement son influence à Lagos.
Pour commémorer sa mort, la toute première procession Eyo a lieu à Lagos. Le petit-fils d'Akitoye, Ibikunle Akitoye, règne en tant qu'Oba de Lagos de 1925 à 1928.